# Vasilij Žbona (sculpteur)
Vasilij Žbona (ou Vasja Žbona) est un sculpteur slovène, né à Miren en Slovénie le 9 octobre 1945 et décédé le 5 mars 2013 à Paris 10e.

## Biographie
Attiré par la sculpture, il arrive à Paris en 1965. Il y a vécu la majeure partie de son existence.
À l’âge de 20 ans, il s’installe dans le quartier de Montparnasse, microcosme culturel et artistique où se côtoient des artistes venus du monde entier. Il fréquente Philippe Hiquily, Jacques Chemay, Sisco Vidal, Edgard Pillet, Alberto Guzman, Heriberto Cogollo… et se lie d’amitié avec Ivan Tovar et Bengt Lindstrom. Il rencontre le sculpteur cubain Agustín Cárdenas arrivé à Paris dix ans plus tôt, proche d’André Breton et intégré au mouvement international du surréalisme à Paris. Vasilij Žbona sera son élève puis son assistant et son ami fidèle durant de nombreuses années. Dans l’atelier de Cárdenas à Nogent s/ Marne il apprend la sculpture, la maîtrise des matériaux, la connaissance des diverses essences de bois, des patines, et s’initie au marbre.
Parallèlement, Vasilij Žbona développe son propre langage artistique puisé aux sources même d’une nature dont il est singulièrement proche et dont il transcende les formes lyriques et inventives en les associant aux formes du monde moderne. Il expérimente divers matériaux mais il utilise le plus souvent le bois, matériau vivant auquel il se sent lié. Caractérisées par l’harmonie sensuelle qui s’en dégage et la pureté des formes, les œuvres de Vasilij Žbona sont nées du dialogue passionné avec la matière.
Lors de son exposition à la Galerja Miklova hisa, Ribnica (Slovénie - 2005), l’historien d’art Jure Mikuz écrit : «… Il y a dans ces courbes un monde de passion contenue… Mais ce qui confère une dimension spirituelle à ses œuvres, c’est la sensibilité particulière de l’artiste dans son rapport intime avec le bois. La main, toujours présente, enlace, caresse, et transcende. Le choix de la matière est décisif pour cet acte d’amour ».

## Réalisations
Œuvres diverses sur bois, pierre et marbre. Participation aux réalisations monumentales d’Agustín Cárdenas et d’Edgard Pillet au titre du 1%.
Médaille de bronze, section des Arts Décoratifs et Art Monumental au Salon des Artistes Français (1979).

## Expositions
- 1974-1975-1978 :
  - Salon Comparaisons (Paris)
  - Salon de Mai (Paris)
  - Salon Réalités Nouvelles (Paris)
  - Salon Grands et Jeunes (Paris)
  - Salon de la Jeune Sculpture (Paris)
- 1978 : « Scultura in città » (Carrare)
- 1979 :
  - Salon des Artistes Français, « Racines » (Paris)
  - Fiac (Stockholm)
- 1981 : Convergence, 32e Salon Jeune Peinture – Jeune Expression (Paris)
- 1982-1988 :
  - Galerie d’Art Contemporain Yougoslave " Sculpteurs Yougolavesdu Cercle Parisien (1985)"

Accrochages collectifs (Paris)
- 1988 : Galerie Vogel (Luxembourg)
- 1990 : Galerie Jacques Barrère (Paris)
- 1992 : Galerie Woo Mang (Paris)
- 1993 : Salon Découvertes, Grand Palais (Paris)
- 1994 : Galerie Woo Mang (Paris)
- 1997 : Abbaye de Port-Royal (Paris)
- 1998 : Galerie Woo Mang (Paris)
- 2005 : Galerja Miklova hisa, Ribnica (Slovénie)-Collection Janez Skrabec- (Présentation de l’artiste ainsi que de l’expo par Jure Mikuz dans l’émission « Odmevi »/ Les Echos le 23 mars 2005 sur TVS 1 (télévision slovène) – émission culturelle)
- 2007 : Galerie Vallois (collectif) (Paris)
- 2010 : Pilonova Galerja Ajdovscina (Slovénie) (Interview PRIMORSKI KRAJI IN LJUDJE: Vasilij Žbona, kipar iz Mirna, ki živi in ustvarja v Parizu. 19. Septembre 2010, 11:00 @ Radio Koper. Article PRIMORSKE NOVICE quotidien de Koper 2/9/2010)
- 2019-2020 : Goriški muzej Kromberk - Nova Gorica (Slovénie) "Donation de son fils au musée"
- 2021 : Hommage à Vasja Žbona: Eight years later (Križevniška Church, Ljubljana, Slovénie)